# Émile Guimet

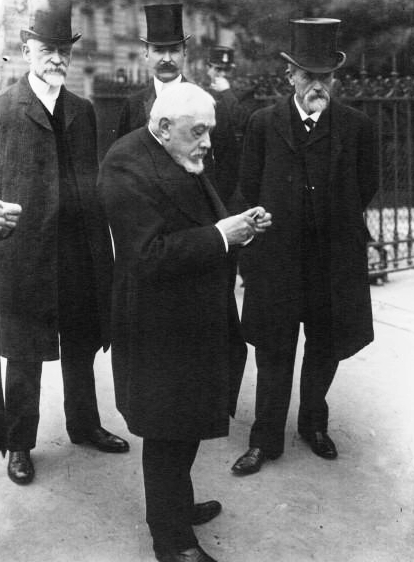
Émile Guimet (1910)

Émile Étienne Guimet (* 26. Juni 1836 in Lyon; † 12. Oktober 1918 in Fleurieu-sur-Saône) war ein Lyoner Industrieller und Forschungsreisender, der zahlreiche Reisen in den Fernen Osten unternahm und von dort zahlreiche Kunstschätze mitbrachte. Sein Sammelgebiet erstreckte sich von Afghanistan bis Japan mit den Schwerpunkten China, Indien und Japan. Er gilt als einer der wichtigsten Forscher im Bereich der Asia- und Japanstudien seiner Zeit.

## Leben
Guimet entstammte einer vermögenden und einflussreichen französischen Industriellenfamilie. Sein Vater Jean-Baptiste Guimet (1795–1871) war Chemiker und Erfinder. Er war Präsident der Henry Merle et Compagnie in Fleurieu-sur-Saône nahe Lyon, eine Fabrik, die mit dem von ihm entwickelten Verfahren synthetisches Ultramarin herstellte und die später in dem Industriekonzern Pechiney aufging. Auch Émile absolvierte ein Studium der Chemie, um eines Tages den väterlichen Betrieb zu übernehmen, fühlte sich aber mehr dem Studium der Künste und dem Reisen hingezogen. Offiziell übernahm er die Betriebsleitung 1860, zum 65. Geburtstag seines Vaters, wurde von diesem bis zu seinem Tod 1871 aber maßgeblich entlastet und durch Führungskräfte unterstützt, so dass er auch längere Expeditionen unternehmen konnte.
Guimet war auch musisch begabt. Er schrieb einige Musikstücke und eine Oper, Tai-Tsoung, die sich am Leben von Tang Taizong orientiert.
Guimet hatte einen Sohn, Jean Guimet (1880–1920).

## Reisen
Bei einer Ägyptenreise 1865, die er in seinem 1867 erschienenen Buch Croquis égyptiens: journal d'un touriste. beschrieb, entdeckte er die Archäologie, die Zivilisations- und Religionsgeschichte und begann mit dem Sammeln von Kunstobjekten. Dabei konzentrierte er sich zunächst auf Religionsstudien. Zugleich nahm er an wissenschaftlichen Versammlungen teil und trat der Gesellschaft für Japanstudien von Léon de Rosny bei. Nachdem Philipp Franz von Siebold durch seine Forschungen und Aufenthalte in Japan den Weg für Europäer bereitet hatte, entschied er sich zu einer selbst finanzierten Expedition zur Erforschung der Religionen des Fernen Ostens, die ihren Höhepunkt im Besuch bedeutender religiöser Stätten in Japan finden sollte.
Er erreichte es, von der französischen Regierung einen Diplomatenpass und vom Minister für Erziehungswesen einen offiziellen Forschungsauftrag zu erhalten und reiste mit großem Gefolge. Sein Landsmann, der Künstler Félix Régamey (1844–1907), begleitete ihn, um die Erlebnisse der Expedition zu illustrieren; weiterhin war er begleitet von einer großen Gruppe Träger, Hilfskräften, Übersetzern und einer Eskorte der Regierung. Guimet entschied sich sogar, einen persönlichen Koch mitzunehmen, nachdem er von Cernuschis Erfahrungen mit der japanischen Küche gelesen hatte. Die Reiseroute folgte in weiten Teilen den Spuren von Henri Cernuschi und Théodore Duret. Guimet besuchte alle wichtigen religiösen Stätten in Japan und sammelte zahlreiche Zeugnisse über den japanischen Buddhismus.
1878 stellte er einen Teil seiner Sammlung auf der Pariser Weltausstellung vor und veröffentlichte Promenades Japonaises. 1900 wurde Guimet zum Vizepräsidenten der französisch-japanischen Gesellschaft von Paris gewählt.

## Museum
1879 stiftete er ein Museum in Lyon, das sich auf die Sammlung japanischer und chinesischer religiöser Kunst beschränkte, das nicht den erhofften Erfolg hatte, aber noch bis 2007 weitergeführt wurde, die Bestände wurden in das Musée des Confluences überführt. 1885 vermachte Guimet die spektakulärsten Teile seiner Sammlungen dem französischen Staat und eröffnete damit 1889 in Paris das Musée National des Arts Asiatiques, das heute offiziell Musée Guimet des Arts Asiatique heißt und das heute mehr als 50.000 Objekte aus 17 Ländern Asiens umfasst. In den drei Häusern weiter untergebrachten Galeries du Panthéon Bouddhique du Japon et de la Chine sind die buddhistischen Zeichnungen und Skulpturen zu sehen, die Guimet 1876 mitbrachte.

## Mata Hari
Guimet lernte 1905 Mata Hari bei einer ihrer Auftritte kennen und lud sie ein, in seinem Museum vor einem ausgesuchten Publikum zu tanzen. Dieser Auftritt fand am 13. März 1905 im Museum Guimet statt und gilt als Beginn ihrer Tanzkarriere. Guimet hatte ihr passende Tanzbekleidung, einen Sarong und ein besticktes Bustier, Schleier und Schmuck zur Verfügung gestellt und riet ihr auch, einen Künstlernamen anzunehmen. Ob Guimet Mata Haris Legende einer indischen Bajadere glaubte oder ihren Betrug entdeckte und die wahren Hintergründe kannte, liegt bis heute im Dunkeln.

## Werke
- 1867: Croquis égyptiens: journal d'un touriste.
- 1868: Huit jours aux Indes.
- 1873: Arabes et Kabyles, pasteurs et agriculteurs. (Araber und Kabylen)
- 1876: Bonjour Kanagawa. Mit Illustrationen von Félix Régamey.
- 1877: Rapport du Ministre de l’instruction publique et des beaux-arts sur la mission scientifique de M. Guimet dans l’Extrème Orient.
- 1877: Lettres sur l’Algerie.
- 1880: Promenades japonaises: Tokio - Nikko.
- 1894: Tai-Tsoung. (Oper)